# 50501
50501 (nguồn gốc viết tắt từ khẩu hiệu "50 cuộc biểu tình, 50 tiểu bang, một ngày") là một tổ chức hành động chính trị đang diễn ra nhằm phản đối các chính sách và hành động của chính quyền Donald Trump lần thứ hai tại Hoa Kỳ. Tổ chức này đã đứng sau một cuộc biểu tình toàn quốc vào ngày 5 tháng 2 năm 2025, cùng một cuộc biểu tình khác với tên gọi "Không có vua vào Ngày Tổng thống" trong ngày 17 tháng 2 (Ngày Tổng thống), và một cuộc biểu tình thứ ba vào ngày 4 tháng 3 năm 2025. Hàng nghìn người đã tham gia bằng cách tập trung trước tòa nhà của các cơ quan lập pháp tiểu bang và tòa thị chính trong các cuộc biểu tình này.

## Bối cảnh
Các cuộc thảo luận về một cuộc biểu tình toàn quốc đã bắt đầu lan truyền trên mạng xã hội vào cuối năm 2024. Theo người tổ chức Kay Evert, phong trào bắt đầu trên Reddit, với sự xuất hiện ngày càng gia tăng của các nhà hoạt động. Phong trào sau đó đã được dẫn dắt bởi các nhà hoạt động cơ sở và lan rộng thông qua mạng xã hội. Phong trào sử dụng các hashtag '#buildtheresistance' và '#50501', trong đó '#50501' đại diện cho "50 cuộc biểu tình, 50 tiểu bang, một ngày". Những người biểu tình cũng bày tỏ sự thất vọng về vai trò của Elon Musk và các hành động của ông trong hệ thống chính phủ liên bang. Một người biểu tình nói: "Tôi ở đây vì Elon Musk đang ở nơi mà anh ta không nên có mặt. Anh ta đang xâm nhập vào ví tiền của chúng ta", cùng với những lo ngại về việc tiếp cận dữ liệu bí mật và cá nhân, thiếu quyền tài phán pháp lý, và tình trạng không được bầu của Musk.
Các biển hiệu trong cuộc biểu tình cũng có bình luận về Musk và một phát ngôn viên của nhóm nhấn mạnh rằng Musk là mục tiêu của cuộc biểu tình, nói rằng "Chúng tôi vẫn tiếp tục kêu gọi loại bỏ Elon Musk. Chúng tôi rất lo ngại về việc có một quan chức không thuộc chính phủ lại có quyền tiếp cận như vậy", cũng như mong muốn có những chính sách chống phân biệt đối xử mạnh mẽ hơn.

## Lịch sử và biểu tình
Ý tưởng về 50501 bắt đầu từ một bài đăng trên Reddit của người dùng Evolved_Fungi vào cuối tháng 1 năm 2025 và nó đã nhanh chóng thu hút sự chú ý trên mạng xã hội. Cuộc biểu tình đầu tiên của 50501 đã diễn ra vào ngày 5 tháng 2 năm 2025. Tổ chức này tuyên bố có 72.000 người tham gia tại 67 cuộc biểu tình trên 40 tiểu bang. Cuộc biểu tình thứ hai của 50501 diễn ra vào ngày 17 tháng 2, với tên gọi "Không phải Ngày Tổng thống của tôi". Một loạt các cuộc biểu tình khác cũng đã được tổ chức vào ngày 4 tháng 3.
Vào đầu tháng 2, họ chính thức hợp tác với Political Revolution, một nhóm ban đầu được thành lập để hỗ trợ chiến dịch chính trị của Bernie Sanders vào năm 2016.

## Phản ứng

### Quan chức Cộng hòa
Khi được hỏi về các cuộc biểu tình, Đại biểu Pete Stauber cho rằng: "Trong suốt bốn năm qua, chúng ta đã chứng kiến chính quyền Biden để hàng triệu người nhập cư trái phép vào đất nước này mà không bị kiểm soát và chi tiêu một số tiền khổng lồ vào những thứ mà người dân Mỹ không cần và không thể chi trả. Hôm nay, chúng ta đang phải đối mặt với hậu quả của những quyết định tồi tệ đó. Tổng thống Trump đã được người dân Mỹ bầu chọn để thay đổi tình hình hiện tại và thực hiện những thay đổi thực sự, và đó chính xác là những gì ông ấy đang làm. Tôi rất vui khi thấy chính quyền Trump đang xem xét lại việc chi tiêu của đất nước chúng ta, bảo vệ biên giới và đàm phán các thỏa thuận tốt hơn với các đối tác thương mại của quốc gia. Chúng ta đang bước vào một thời kỳ mới của nước Mỹ, đánh dấu bằng sức mạnh và sự thịnh vượng, và tôi nghĩ tất cả chúng ta ở miền Bắc Minnesota sẽ được hưởng lợi từ sự lãnh đạo của ông ấy".
Trong khi đó, khi được hỏi về cuộc biểu tình, Chủ tịch Thượng viện bang Utah, Stuart Adams, chia sẻ, "Tôi nghĩ mọi người có phần thất vọng, nhưng tôi cũng nghĩ Tổng thống Trump đang tiến về phía trước, và điều đó không có nghĩa là mọi chuyện sẽ trở lại như cũ. Và tôi nghĩ một phần trong đó thực sự rất mới mẻ khi chúng ta có một tổng thống sẵn sàng đối mặt trực tiếp với các vấn đề, giải quyết chúng và cố gắng thay đổi mọi thứ… Tôi nghĩ chúng ta cần cho ông ấy thời gian để thấy được kết quả từ những hành động của mình. Tôi nghĩ việc chỉ trích điều gì đó trước khi các chính sách có cơ hội phát huy tác dụng mà chúng đang hướng tới là điều khá sớm".
Thống đốc bang South Carolina, Henry McMaster, nhận xét: "Tôi không biết chuyện gì đã xảy ra ở các bang khác, nhưng tôi có thể nói là họ đã biểu tình, và họ hành xử rất đúng mực. Đó mới chính là cách để làm điều đó".